# Hostavice
Hostavice är sedan 1968 en stadsdel i Tjeckiens huvudstad Prag. Sedan 1968 tillhör den stadsdistriktet (městský obvod) Prag 9 och sedan 1994 stadsdelskommunen (městská část) Prag 14. Hostavice ligger 229 meter över havet och antalet invånare är 1 729.